# Фергус (лорд Галлоуэя)
Фергус из Галлоуэя (умер 12 мая 1161) — лорд области Галлоуэй в Южной Шотландии (1130-е — 1160).

## Биография
Происхождение Фергуса неизвестно. Возможно, он имел скандинавско-гэльские корни.
Фергус впервые упоминается в исторических документах примерно в 1136—1141 годах. Его владения были сосредоточены в долине реки Ди и прибрежной зоне вокруг города Уитхорн.
Существует большое количество данных, что Фергус был женат на дочери короля Англии Генриха I Боклерка (1100—1135). Его дети Утред, Гилла Бригте и Аффраик были потомками английского короля. Средневековый английский историк Роджер Ховеденский называл Утреда кузеном Матильды Английской, дочери Генриха I и матери Генриха II Плантагенета. Доннхад, граф Каррик (ум. 1250), сын Гилла Бригте и внук Фергуса, рассматривался в качестве сына и наследника Генриха II, Иоанна Безземельного (1199—1216). Средневековый нормандский историк Роберт де Ториньи сообщал, что Годред Олафссон, король Островов (ум. 1187), сын Аффраик, находился в родстве с английским королём Генрихом II Плантагенетом через мать последнего, Матильду, одну из дочерей Генриха I. Английский монарх Генрих I Боклерк (1100—1135), как предполагается, имел около двадцати четырёх незаконнорождённых детей.
Лорд Галлоуэя Фергус значительно увеличивший свой домен в одноименной области, стремился проводить независимую политику от шотландской королевской власти.
В начале своей карьеры Фергус заключил брачный союз с Королевством Островов, выдав свою дочь Аффраик за Олафа Годредарсона, короля Мэна и Островов (1112/1113 — 1153). В 1153 году король Островов Олаф Рыжий был убит своими тремя племянниками, сыновьями его брата Харальда, которые разделили между собой остров Мэн. Харальдссоны совершили нападение на Галлоуэй, но были отбиты с большими потерями. Через несколько месяцев вернулся с военной помощью из Норвегии Годред, старший сын Олафа, который подавил восстание своих двоюродных братьев и вернул себе отцовский королевский престол.
В 1155—1156 годах против короля Островов Годреда выступил шотландский феодал Сомерленд, лорд Аргайла (ум. 1164), женатый на его сестре Рагнхильде. В январе 1156 года Сомерленд одержал победу над Годредом в морской битве, вынудив его разделить Королевство Островов. Сомерленд получил южную часть Гебридских островов, а Годред сохранил остров Мэн и Северные Гебриды. В 1158 году при поддержке островных баронов Сомерленд высадился на острове Мэн и изгнал своего шурина Годреда.
В 1160 году шотландский король Малькольм IV вернулся из английских владений на родину. Согласно Хронике Холируда и Хронике Мелроуза, король Малькольм предпринял три военных экспедиции против лорда Фергуса на Галлоуэй. Фергус потерпел поражение и вынужден был капитулировать. Фергус отказался от титула правителя и удалился в Холирудское аббатство, получая денежное содержание. Его старший сын Утред был отправлен к королевскому двору в качестве заложника.
По данным Холирудской хроники 12 мая 1161 года лорд Фергус скончался. Его сыновья Утред и Гилла Бригте разделили между собой отцовские владения в Галлоуэе. Утред получил во владение восточные земли между реками Нит и Урр, а Гилла Бригте — западные земли, а также женился на дочери Доннхада, графа Файфа (ум. 1204).

## Потомство
Фергус оставил двух сыновей и одну дочь:
- Утред мак Фергуса (ок. 1120 — 20 сентября 1174), лорд Галлоуэя (1161—1174)
- Гилла Бригте мак Фергуса (ок. 1126 — 1 января 1185), лорд Галлоуэя (1161—1185)
- Аффраик, жена короля Мэна и Островов Олафа Рыжего (ум. 1153)